# Jürgen Franzke
Jürgen Franzke (* 1946 in Schwabach) ist ein deutscher Historiker und Ausstellungsmacher, der als Direktor von 1993 bis 1996 das Centrum Industriekultur Nürnberg (jetzt: Museum Industriekultur (Nürnberg)) und von 1996  bis 2011 das zur Deutschen Bahn AG (DB AG) gehörende Verkehrsmuseum Nürnberg leitete.

## Leben
Franzke absolvierte an der Universität Nürnberg-Erlangen ein Studium der Geschichte, Politik und Soziologie, das er mit der Promotion abschloss. Seit 1979 war er für das im Aufbau befindliche Centrum Industriekultur tätig und organisierte Ausstellungen und Projekte, darunter das Mühlenprojekt. Dieses befasste sich mit den protoindustriellen Verhältnissen der Nürnberger Gewerbe, unter anderem der ersten Papiermühle Deutschlands von Ulman Stromer. Deren Gründung im Jahr 1390 gab 600 Jahre später Anlass zu der von Jürgen Franzke kuratierten Ausstellung Zauberstoff Papier. 1993 wurde er in der Nachfolge von Klaus-Jürgen Sembach Direktor des Centrum Industriekultur Nürnberg. 1996 wurde ihm die Leitung des Verkehrsmuseums Nürnberg übertragen. Ein Jahr nach dem 175-jährigen Bahnjubiläum trat er im Jahr 2011 in den Ruhestand. Seine Nachfolgerin wurde Russalka Nikolov.
2015 legte er in seiner Heimatstadt Schwabach mit Hilfe des Stadtmuseums und der NORIS Blattgoldfabrik eine Dokumentation zum heimischen Goldschlägergewerbe vor.

## Ausstellungen
- 9. Juli bis 19. Oktober 1986 Das Bleistiftschloss. Familie und Unternehmen Faber-Castell in Stein. Eine Ausstellung anlässlich des 225jährigen Bestehens des Unternehmens Faber-Castell im Schloss Faber-Castell in Stein[5]
- 19. Mai bis 19. August 1990 Zauberstoff Papier im Schloss Faber-Castell in Stein bei Nürnberg.[6]
- September 1997 bis März 1998 Rheingold – ein europäischer Luxuszug Ausstellung am DB-Museum Nürnberg[7]
- November 1998 bis April 1999 Orient-Express – König der Züge am DB Museum Nürnberg[8]
- 28. September 2003 bis 29. Februar 2004 Bagdad- und Hedjazbahn – auf den Spuren Deutscher Eisenbahngeschichte des DB-Museums[9]

## Veröffentlichungen (Auswahl)
- Die Arbeiterjugendgeneration. Lebenserinnerungen Nürnberger Metallarbeiter 1900–1960. Erlangen, Nürnberg, Univ., Diss., 1999.
- Das Schreiben der Schrift. In: Zauberstoff Papier. Sechs Jahrhunderte Papier in Deutschland. Hugendubel, München 1990, S. 153–168.
- Jürgen Franzke, Jörg Hajt: Das große TEE-Buch. 50 Jahre Trans-Europ-Express, Heel, Königswinter 2007, ISBN 3898803058
- DB Museum Nürnberg, Jürgen Franzke (Hrsg.): Der Adler – Deutschlands berühmteste Lokomotive (Objektgeschichten aus dem DB Museum, Band 2). Tümmel Verlag, Nürnberg 2011, ISBN 978-3-940594-23-5.
- Die Goldschläger von Schwabach. Schwabach 2015.